# 蔡以田
蔡以田，中华人民共和国政治人物。
担任特等劳模、湖北谷城县蔡以田农业生产合作社社长。1954年，当选第一届全国人民代表大会代表。